# Modelo de bolas e varetas

Isomerismo conformacional do cicloexano em modelo de bolas e varetas.

Modelos de bolas e varetas são modelos em três dimensões usados para representar estruturas moleculares em química, bioquímica e outras ciências relacionadas, como a farmacologia.
Assim como os modelos de Callote, representam as disposições dos átomos e os ângulos das suas ligações no espaço, mas ao contrário daquele, os modelos de bolas e varetas representam átomos de maneira mais simples, como simples esferas distantes e não se intersectando em seus volumes.

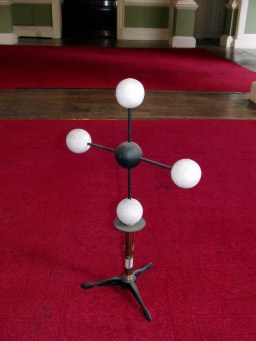
Modelo de bolas e varetas de Hofmann, datado de 1865, do metano (CH_{4}).